# 謝本量
謝本量（？—？），字尚容，號退庵，江西南豐人，清朝政治人物。
乾隆五十二年（1787年）謝本量接替黃嘉訓，於台灣擔任台灣府諸羅縣知縣。掌管今嘉義縣、嘉義市、雲林縣一帶政事。